# Monobaktamy

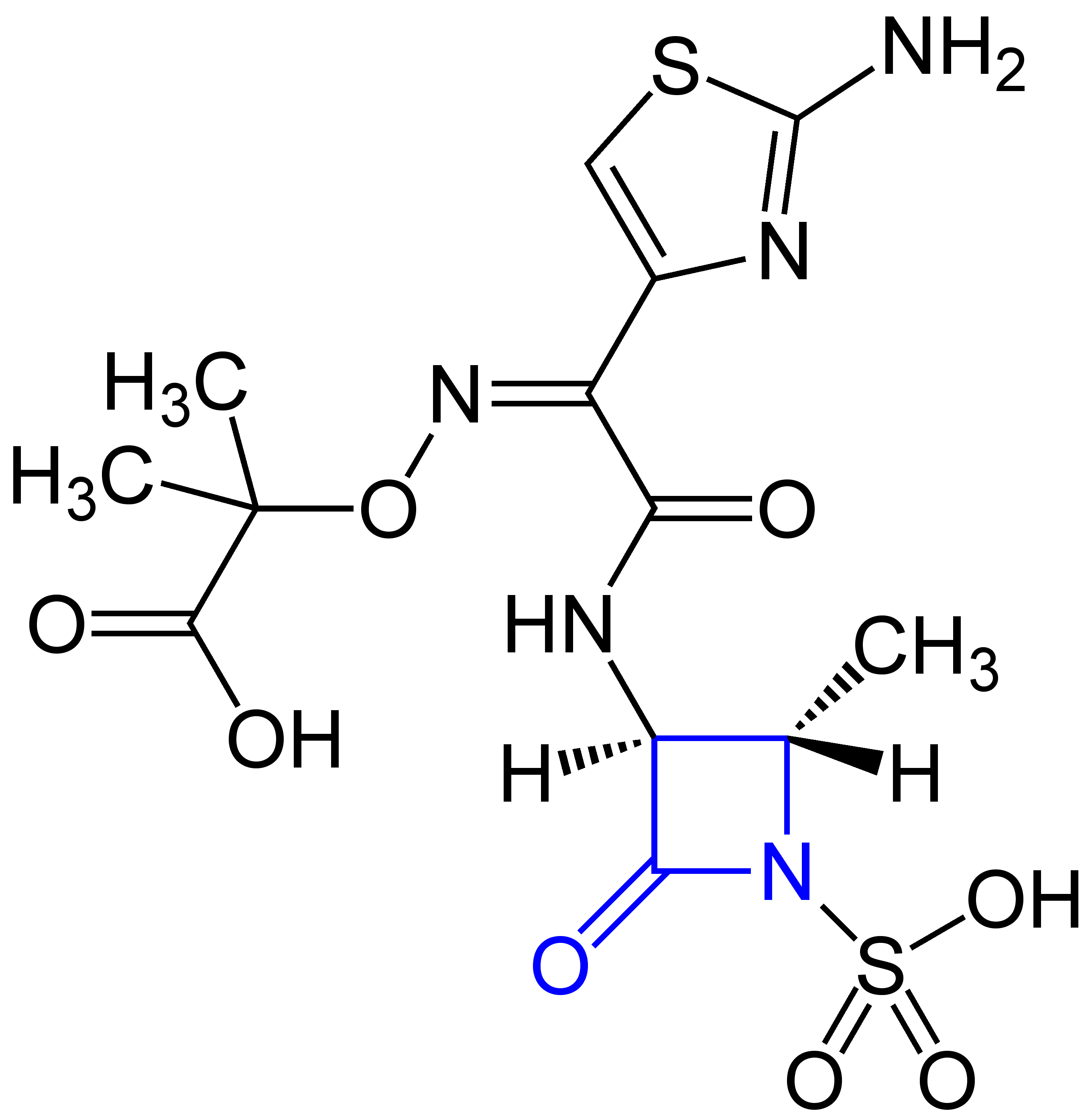
Budowa aztrenamu z oznakowanym na niebiesko pierścieniem β-laktamowym

Monobaktamy, antybiotyki monobaktamowe (ATC J 01 DF) – grupa antybiotyków β-laktamowych z pojedynczym pierścieniem. Mają działanie bakteriobójcze.
Mechanizm ich działania polega na blokowaniu aktywności transpeptydaz PBP biorących udział w ostatnim etapie syntezy peptydoglikanu ściany komórki bakteryjnej.
Przedstawicielami monobaktamów są m.in. aztreonam (ATC J01 DF01; jedyny dostępny jako lek w Polsce – stan na rok 2013), karumonam (ATC J01 DF02) i tigemonam.